# Noraly Schoenmaker
Noraly Rebecca Schoenmaker (* 30. Juni 1987 in Nieuwerkerk/Provinz Zeeland), professionell als Itchy Boots bekannt, ist eine niederländische Autorin, YouTuberin und Weltreisende, die seit 2018 als Alleinreisende monatelange Motorradfahrten auf allen Kontinenten unternimmt. Schoenmaker legte bis Frühjahr 2024 insgesamt mehr als 130.000 km in Europa, Afrika, Asien sowie Nord- und Südamerika zurück und fuhr dabei durch etwa 50 Staaten. Sie betreibt als Itchy Boots einen YouTube-Kanal, auf dem sie selbst produzierte Videos mit Impressionen von ihren Fahrten veröffentlicht, und unterhält außerdem eine Internetseite. Ihr YouTube-Kanal hatte im Dezember 2024 weltweit fast 2,5 Mio. Abonnenten, ihre Videos wurden bis dahin mehr als 500 Mio. Mal aufgerufen.

## Persönliches
Schoenmaker kam 1987 in der niederländischen Provinz Zeeland zur Welt. Sie studierte Geochemie an der Universität Utrecht. Bis zu ihrem 30. Lebensjahr arbeitete sie unter anderem als Geologin für Minenbetreiber in Australien und Neuseeland sowie für Nassbaggerprojekte auf den Bahamas, in Brasilien, Kasachstan, Kuwait, Marokko und Panama. Ihre Berufstätigkeit unterbrach sie wiederholt durch längere Reisen als Rucksacktouristin.
Im Sommer 2018 gab Schoenmaker ihre bisherige Arbeit auf und wechselte zum Reisejournalismus.

## Touren
Schoenmaker wurde durch ausgedehnte Soloreisen mit dem Motorrad bekannt, zu denen sie mehrere hundert Videos mit Filmaufnahmen von den Fahrten veröffentlichte.
Schoenmaker fährt vielfach abseits gut ausgebauter Überlandrouten und bevorzugt unasphaltierte Nebenstrecken (Dirt Tracks). Sie fährt so weit wie möglich unbegleitet. Gruppenfahrten unternahm sie bislang nur dann, wenn das – wie beispielsweise in Myanmar – zwingend vorgeschrieben ist oder wenn Sprachbarrieren eine Alleinreise ausschließen. Letzteres betraf ihre Fahrt durch Madagaskar Anfang 2024. Sie führt ihr Gepäck selbst auf dem Motorrad mit. Sie setzt keine Begleitcrew ein und übernimmt auch das Filmen und Editieren selbst.
Die einzelnen Touren bezeichnet Schoenmaker als Seasons. Bislang schloss sie einschließlich einer kurzen, als Season Four bezeichneten Videoserie über die Motorradszene der Niederlande aus dem Herbst 2020 insgesamt sieben Touren ab; seit Herbst 2024 läuft die achte Tour.

### Season 1: Von Indien in die Niederlande

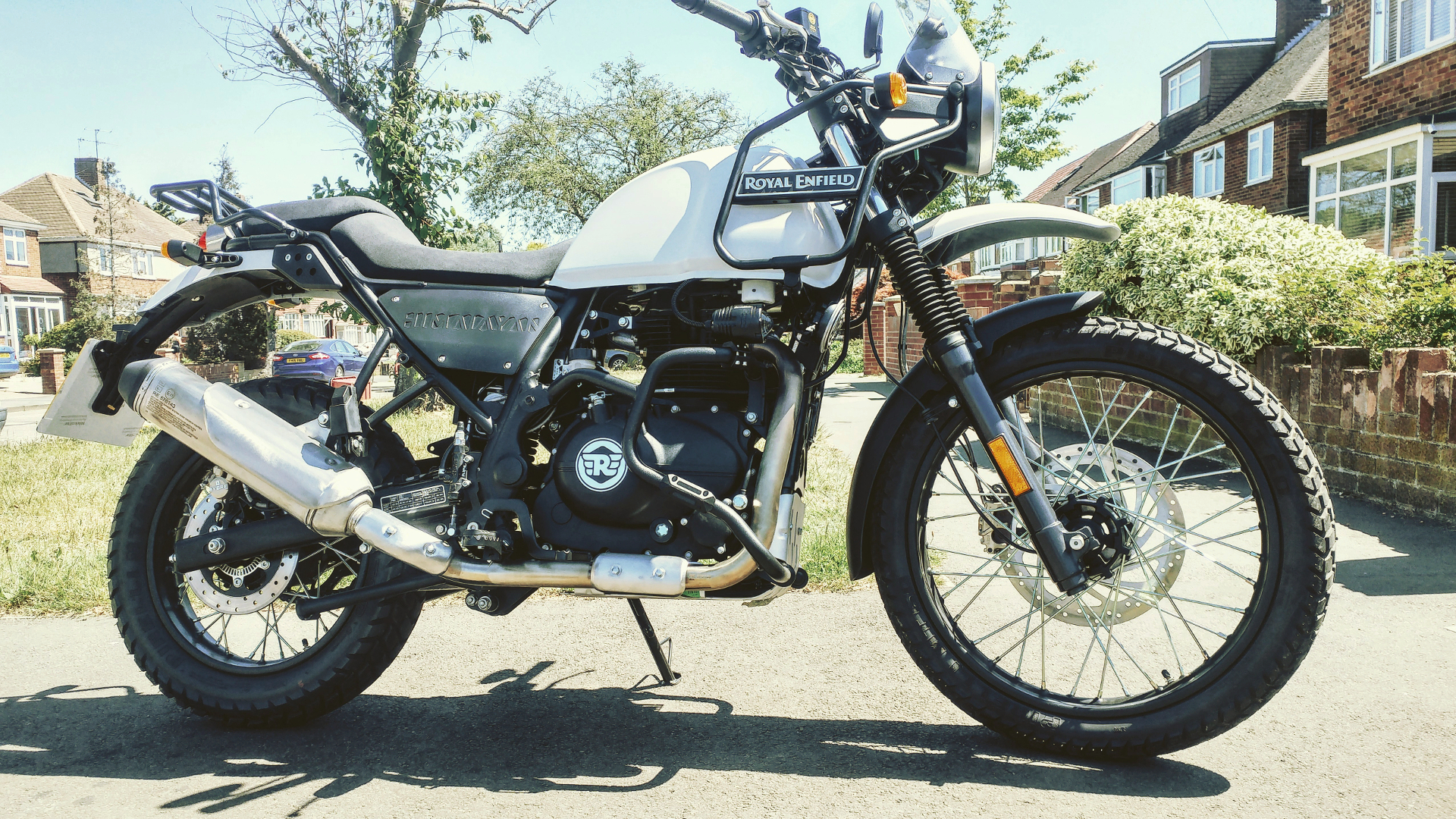
Royal Enfield Himalayan

Schoenmakers erste Motorradreise begann im Herbst 2018 in Indien und endete im Sommer 2019 in den Niederlanden. Die gesamte Fahrt erstreckte sich über 36.000 km. Reisemotorrad war eine gebrauchte Royal Enfield Himalayan BS4 („Basanti“), die Schoenmaker in Indien gekauft hatte.
Die Fahrt bestand aus zwei Strängen. Der erste Teil führte Schoenmaker von Indien nach Malaysia. Er dauerte zwei Monate, in denen Schoenmaker etwa 11.000 km zurücklegte. Beginnend in Neu-Delhi, fuhr Schoenmaker durch den Nordosten Indiens am Südhang des Himalaya über den Distrikt Darjeeling bis nach Sikkim. In Moreh überquerte sie die Grenze zu Myanmar, um einige Tage später nach Thailand weiterzufahren. In Thailand fuhr sie, an den Verlauf der Route 4 angelehnt, nach Süden bis Bukit Kayu Hitam, wo sie nach Malaysia einreiste. Endpunkt dieses Reisestrangs war die malaysische Hauptstadt Kuala Lumpur.

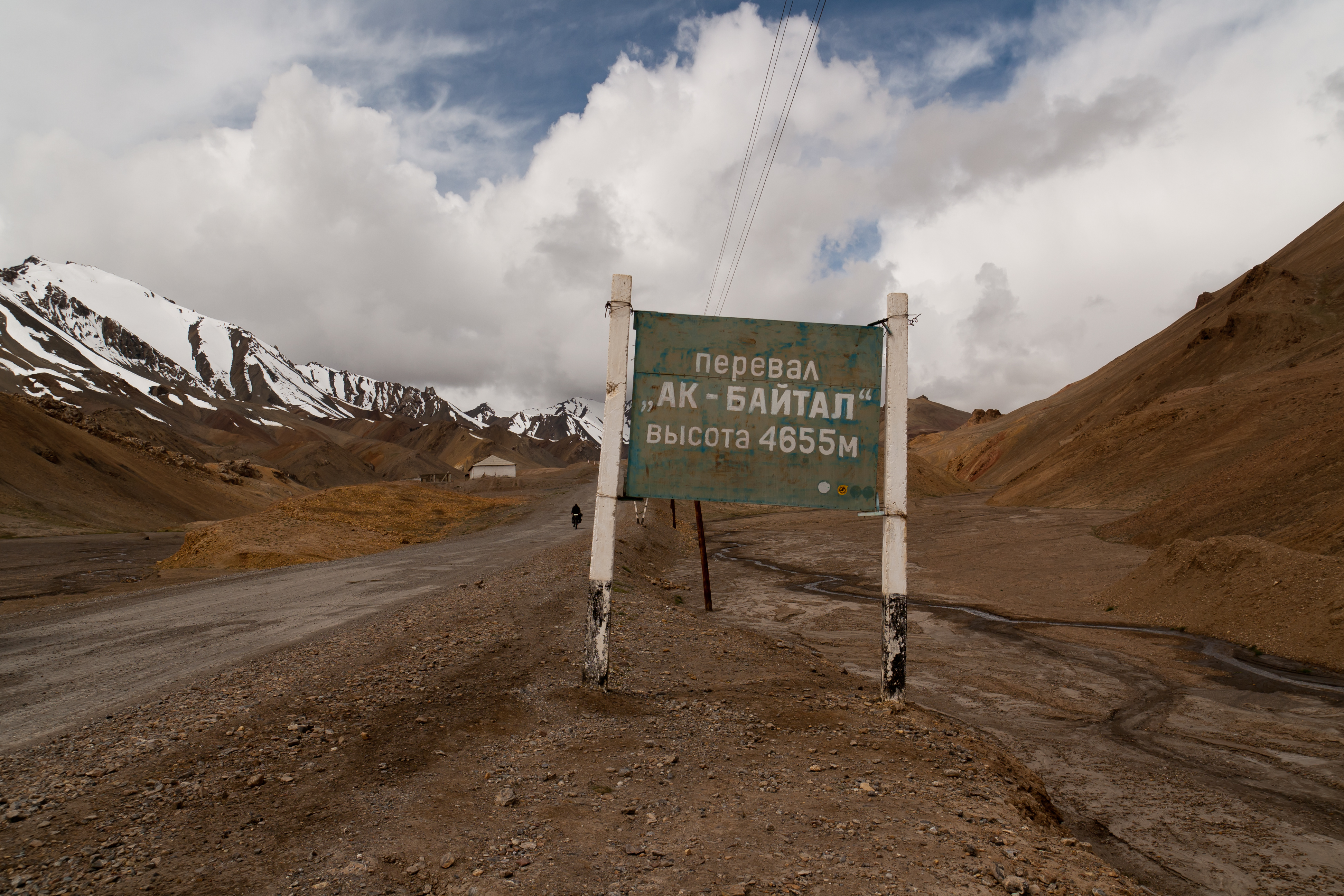
Höchster Punkt dieser Tour: Ak-Baital-Pass

Von Malaysia ließ Schoenmaker ihr Motorrad und das Gepäck per Flugzeug nach Maskat in Oman bringen, wo sie die Fahrt im März 2019 nach zweiwöchiger Unterbrechung fortsetzte. Nach einer Rundfahrt durch den nordöstlichen Teil Omans einschließlich einer Wüstenpassage fuhr sie bis Abu Dhabi in den Vereinigten Arabischen Emiraten. Von dort aus setzte sie mit einer Fähre nach Bandar Abbas über. Nach einem mehrwöchigen Aufenthalt im Iran überquerte sie Anfang April 2019 die Grenze zu Turkmenistan, wo ihr lediglich eine drei Tage dauernde Durchreise auf einer vorgegebenen Strecke erlaubt war, und setzte von dort aus die Fahrt durch die zentralasiatischen Staaten Usbekistan, Tadschikistan, Kirgisistan und Kasachstan fort. In Tadschikistan fuhr sie in östlicher Richtung der Wachankette folgend unmittelbar entlang der Grenze zu Afghanistan, reiste aber nicht nach Afghanistan ein. Über den Pamir Highway und den 4655 m hohen Ak-Baital-Pass ging es nach Kirgistan und Kasachstan, dessen südlichen Teil Schoenmaker in ost-westlicher Richtung innerhalb von zwei Wochen durchquerte. Danach ging die Reise weiter nach Westen durch Russland, für das Schoenmaker ein siebentägiges Transitvisum hatte, Georgien, Armenien, Aserbaidschan, die Türkei, Griechenland, Albanien, Montenegro, Bosnien-Herzegowina, Kroatien, Slowenien, Österreich und Deutschland zurück in die Niederlande.

### Season 2: Von Südamerika nach Alaska (Teil 1)

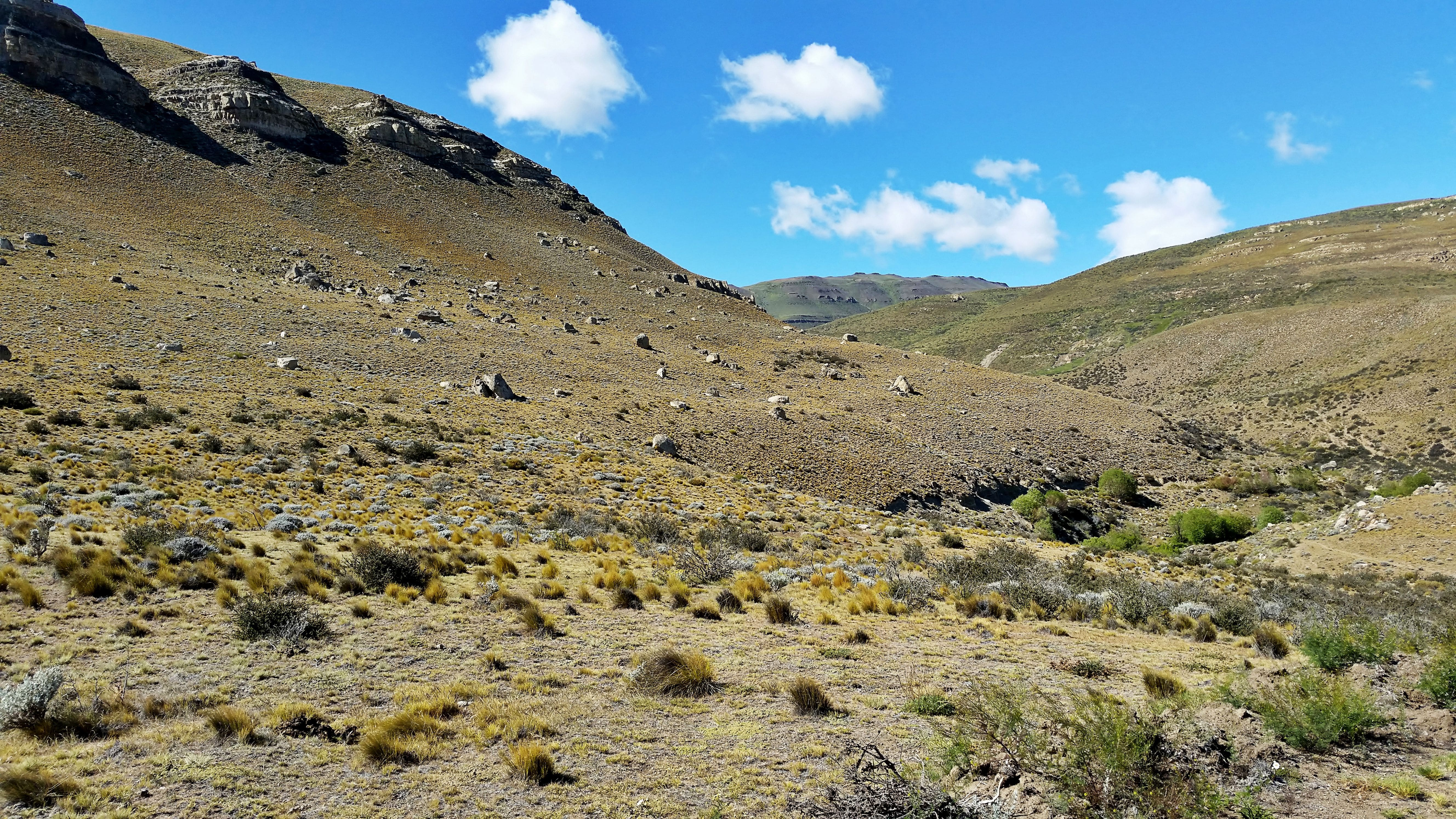
Start: Patagonien (Argentinien)

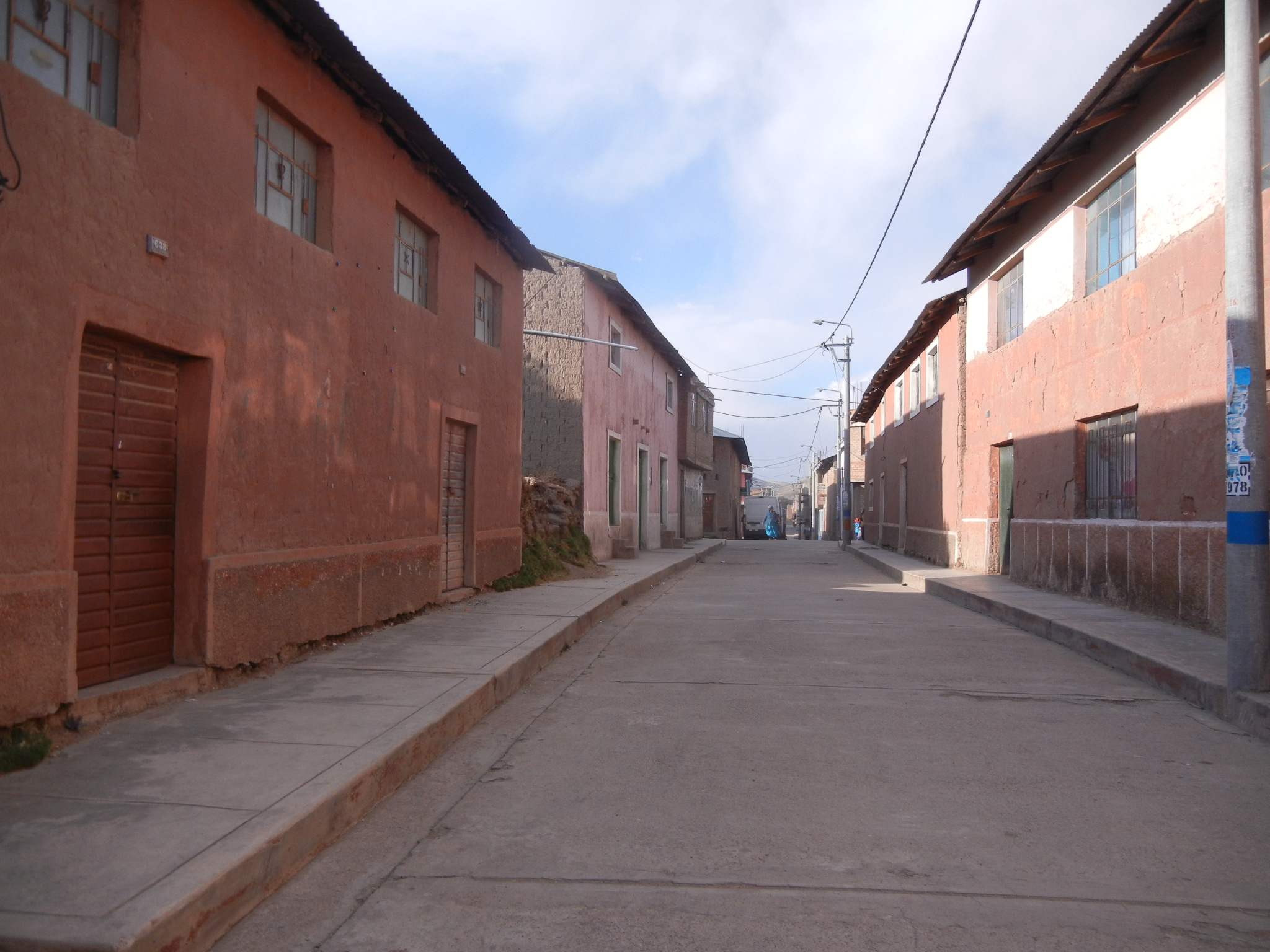
Lampa: Covid-bedingte Endstation der Amerikafahrt

Im Oktober 2019 begann Schoenmaker eine Fahrt von Patagonien nach Alaska. Die Tour war auf eine Dauer von eineinhalb Jahren angelegt und sollte von Argentinien bis an den Arktischen Ozean gehen. Als Reisemotorrad übernahm Schoenmaker in den Niederlanden eine fabrikneue Royal Enfield Himalayan BS4 („Dhanno“).
Schoenmaker ließ das Motorrad von einer Spedition als Gefahrgut von London nach Argentinien fliegen. Mitte Oktober 2019 begann die Tour in Buenos Aires. Von dort fuhr Schoenmaker, teilweise der Ruta Nacional 3 folgend, etwa 2500 km an der argentinischen Atlantikküste entlang nach Süden bis auf die Große Feuerlandinsel. Die südlichste Stadt war Ushuaia, der absolut südlichste Punkt, den sie auf dieser Fahrt erreichte, eine Marinestation am Beagle-Kanal. Von dort aus trat Schoenmaker den Weg nach Norden an, wobei sie im Wesentlichen dem Verlauf der chilenisch-argentinischen Grenze folgte. Wegen der Unruhen in Chile blieb sie vorwiegend auf der argentinischen Seite und beschränkte Aufenthalte in Chile auf entlegene Gebiete. Den höchsten Punkt dieser Tour erreichte sie am Paso de Agua Negra, einem mehr als 4700 m hohen Anden-Pass. Auf der Hochebene Altiplano überquerte Schoenmaker im Februar 2020 die chilenische Grenze zu Bolivien, wo sie unter anderem durch die Salvador-Dalí-Wüste fuhr.
Im April 2020 endete die Fahrt unplanmäßig in Peru. Um dem Lockdown zu entgehen, den Bolivien Mitte März 2020 als Reaktion auf die beginnende COVID-19-Pandemie verhängt hatte, reiste Schoenmaker kurz vor dessen Inkrafttreten nach Peru ein, wo sie auf größere Bewegungsfreiheit hoffte. Allerdings verhängte auch Peru kurzfristig einen Lockdown und darüber hinaus auch eine wochenlange Quarantäne, die Schoenmaker als einzige Europäerin in der Kleinstadt Lampa verbrachte. Anfang April ergab sich mit Unterstützung der niederländischen Botschaft die Möglichkeit der Rückreise nach Europa. Die Royal Enfield und einen Teil ihres Gepäcks musste sie in Peru zurücklassen.

### Season 3: Skandinavien

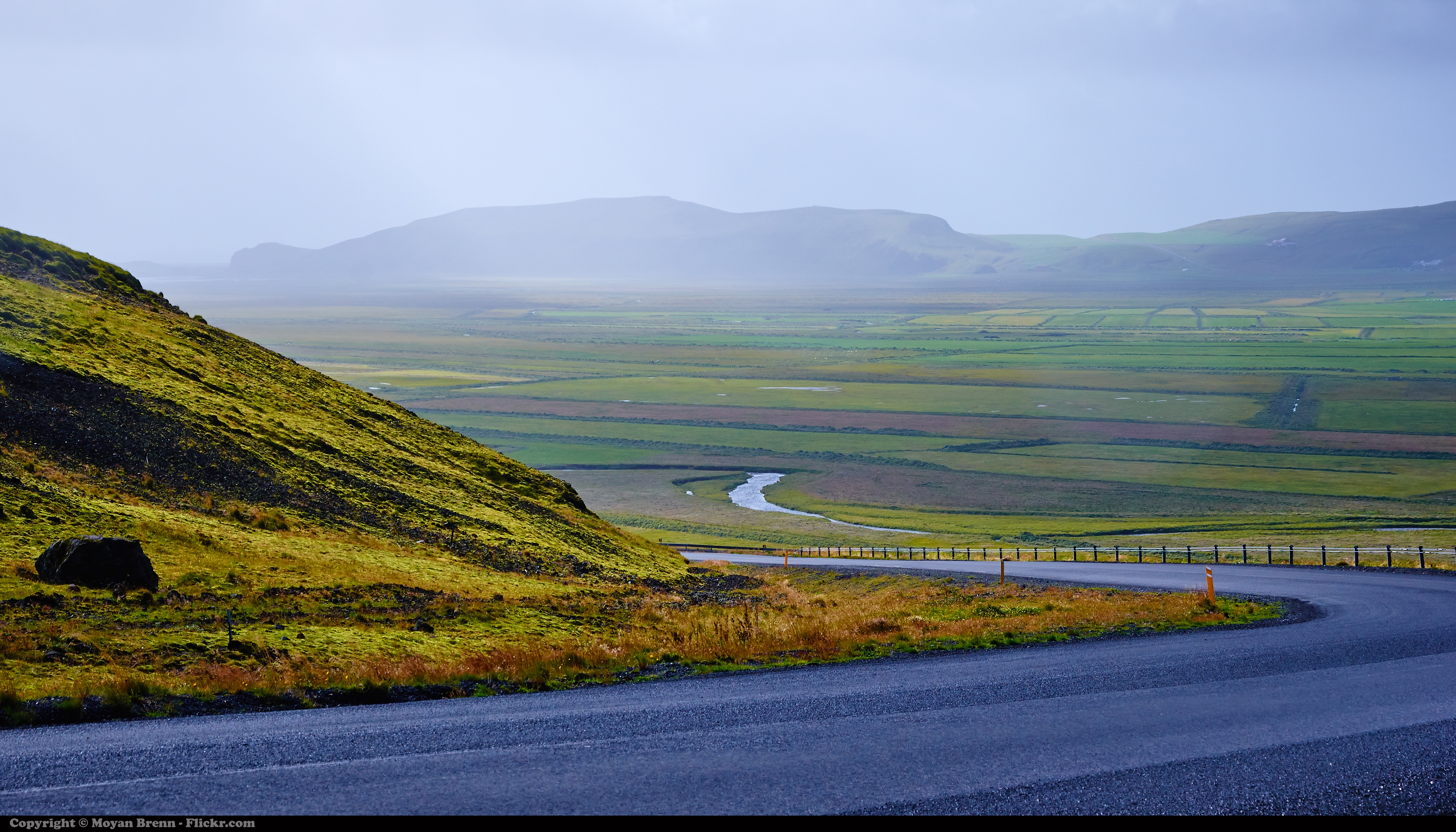
Überlandstraße in Island

Nachdem die erste Corona-Welle abgeebbt war, begann Schoenmaker im August 2020 eine zweimonatige Motorradfahrt durch den Norden Europas. Anfänglich war nur eine Umrundung Islands vorgesehen; schrittweise entwickelte sich daraus eine Fahrt durch weitere skandinavische Länder. Als Reisefahrzeug setzte sie eine gebraucht gekaufte Honda CB 500 X („Ronin“) ein, die leistungsstärker war als die bis dahin gefahrenen Royal-Enfield-Motorräder. Im Gegensatz zu den früheren Fahrten übernachtete Schoenmaker auf dieser Fahrt meist nicht in Hotels oder Herbergen, sondern in einem mitgeführten Zelt, um möglichst isoliert zu bleiben.
Über Hamburg und Rendsburg fuhr Schoenmaker zunächst ins dänische Hirtshals, von wo sie mit einer Fähre nach Seyðisfjörður im Osten Islands übersetzte. Ihre Reiseroute auf der Insel verlief in ost-westlicher Richtung. Äußerstes Ziel war die Region Westfjorde. Nach einer Fahrt an die isländische Südküste kehrte sie über Seyðisfjörður zurück nach Dänemark, um über Kopenhagen nach Schweden zu fahren. Hier gab es Aufenthalte unter anderem in Stockholm und auf Gotland. Der Versuch, nach Finnland weiterzufahren, scheiterte an pandemiebedingten Einreisebeschränkungen. Stattdessen fuhr Schoenmaker nach Norwegen und erreichte nach einer Tagesfahrt von 700 km das Nordkap. Die Rückfahrt in die Niederlande erfolgte dann innerhalb weniger Tage.

### Season 5: Südliches Afrika

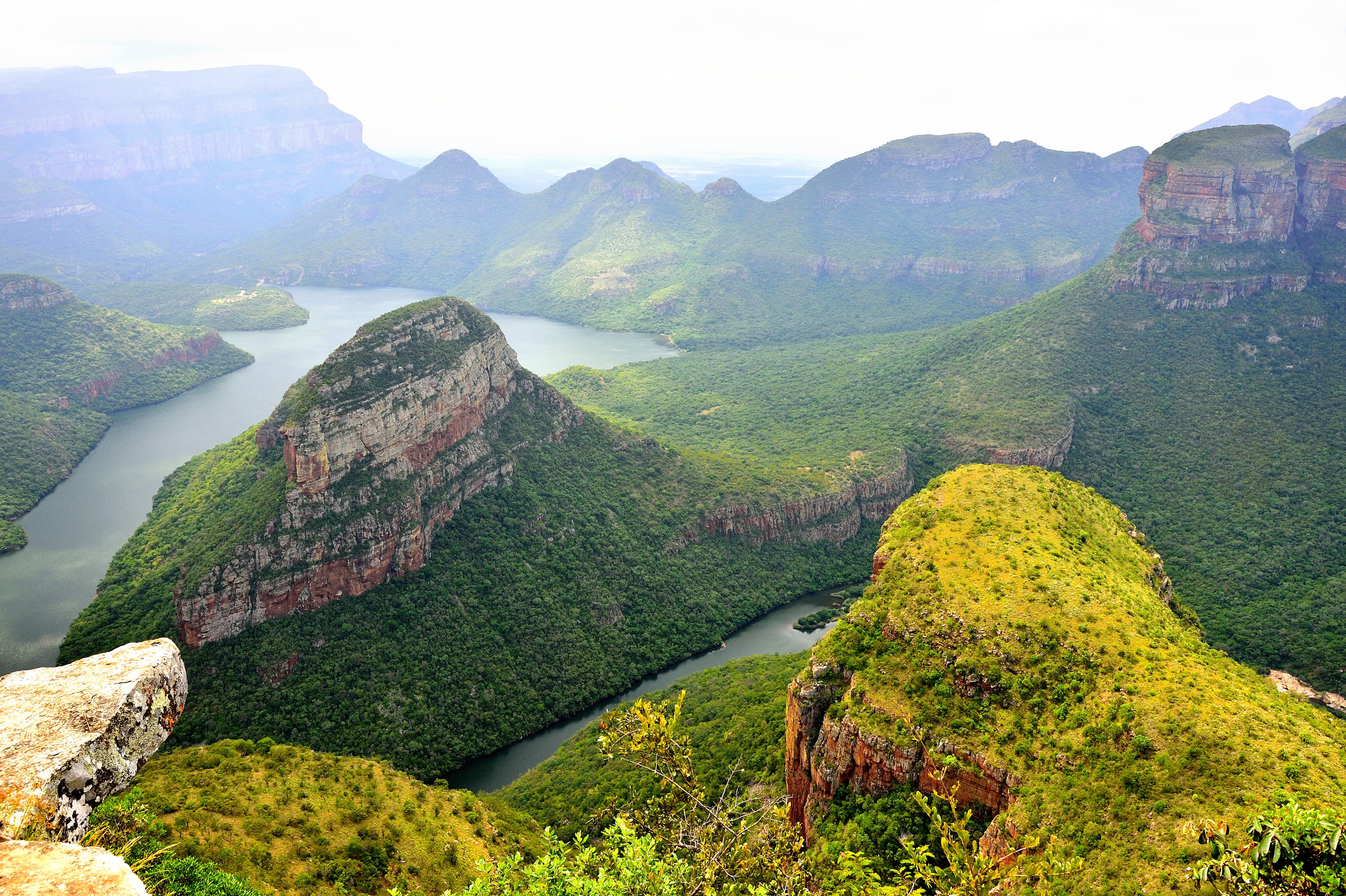
Blyde River Canyon in Südafrika

In der ersten Jahreshälfte 2021 unternahm Schoenmaker eine sechsmonatige Fahrt durch vier Staaten im südliche Afrika. Als Reisemotorrad setzte sie eine Honda CRF 250 L („Savannah“) ein, die sie in Südafrika als Gebrauchtfahrzeug kaufte.
Die Fahrt begann in Johannesburg und verlief zunächst in nordöstlicher Richtung bis zum Blyde River Canyon. Von dort aus ging es entlang der Küste des Indischen Ozeans südwärts bis zum Kap Agulhas, dem südlichsten Punkt des afrikanischen Kontinents. Auf Fahrten durch Eswatini (Swasiland) und Lesotho verzichtete Schoenmaker, um im Fall kurzfristiger pandemiebedingter Lockdowns nicht in einem kleinen Land eingeschlossen zu sein. Von dort aus ging es in nordwestlicher Richtung nach Namibia, wo Schoenmaker durch einen Teil der Namibwüste fuhr. Danach ging es in östlicher Richtung nach Botswana und schließlich nach Simbabwe. Mosambik ließ Schoenmaker wegen der dortigen dschihadistischen Unruhen aus. Insgesamt legte Schoenmaker auf dieser Fahrt 22.000 Kilometer zurück.

### Season 6: Von Südamerika nach Alaska (Teil 2)

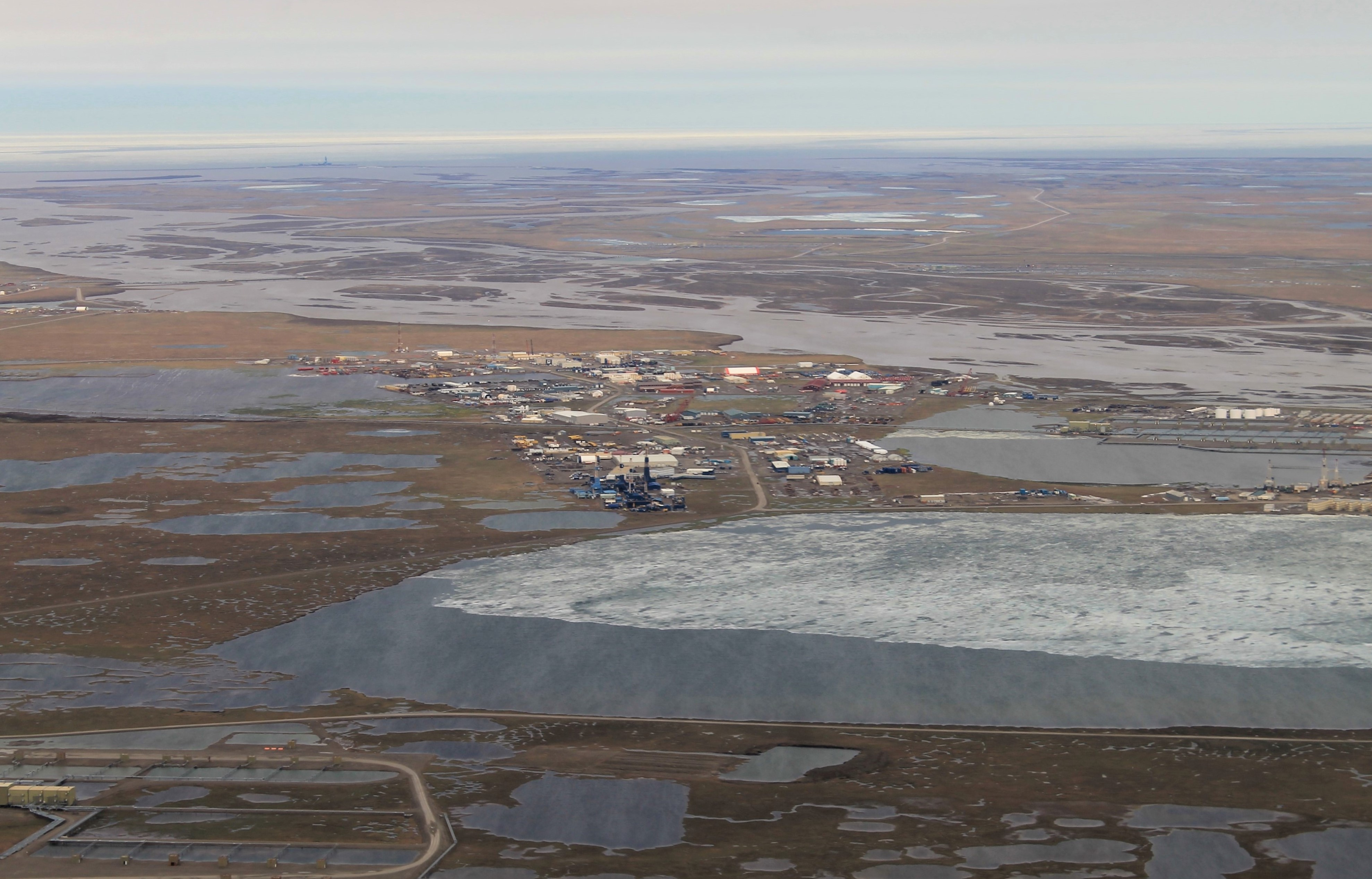
Ziel nach 65.000 Kilometern: Prudhoe Bay in Alaska

Am 1. Oktober 2021, eineinhalb Jahre nach dem pandemiebedingten Abbruch der Amerika-Tour, nahm Schoenmaker die Fahrt von Südamerika nach Alaska wieder auf. Weil in Peru zu dieser Zeit noch Einreisebeschränkungen für Touristen galten, startete Schoenmaker in der ecuadorianischen Hauptstadt Quito. Die Fahrt endete am 11. August 2022 in Prudhoe Bay am Arktischen Ozean. Insgesamt legte Schoenmaker etwa 65.000 km zurück. Sie bestritt die Tour mit einer Honda CRF 300 Rally („Alaska“), die sie vor Beginn der Tour in den Niederlanden erworben hatte und von einer Spedition über London nach Quito bringen ließ.
Schoenmaker fuhr auf dieser Tour durch Ecuador, Kolumbien, Panama, Costa Rica, Nicaragua, Honduras, El Salvador, Guatemala, Belize, Mexiko sowie die westlichen Teile der USA und Kanadas. Den Darién Gap zwischen Kolumbien und Panama, der zu den gefährlichsten Regionen der Welt gehört, durchquerte sie nicht mit dem Motorrad; aus Sicherheitsgründen umging sie die Region mit einer Fähre. In den USA musste sie die Fahrt nach einer unfallbedingten Verletzung für einige Tage unterbrechen.

### Season 7: Afrika-Umrundung
2023 und 2024 unternahm Schoenmaker den Versuch einer Umrundung Afrikas, bei der sie erneut die Honda CRF 300 Rally („Alaska“) einsetzte. Die Tour begann im Februar 2023 in der spanischen Hafenstadt Málaga, von wo aus die mit der Fähre nach Marokko übersetzte. Von dort führte die Reise über den Atlas und weiter entlang der afrikanischen Westküste zunächst bis Benin, wo Schoenmaker die Fahrt wegen der beginnenden Regenzeit vorübergehend unterbrach. Nach dem Ende der Regenzeit fuhr sie von Benin bis Angola. Aus Sicherheitsgründen vermied Schoenmaker eine Fahrt durch die Demokratische Republik Kongo. Stattdessen setzte sie von der angolanischen Exklave Cabinda mit einer Fähre zum Hauptstaatsgebiet Angolas über. Von dort aus fuhr sie über Sambia und Malawi an die Ostküste Afrikas, wo sie unter anderem mehrere Wochen auf Madagaskar verbrachte. Nach ursprünglichen Planungen sollte das Ende der Tour in Kenia liegen. Das Ziel erreichte sie nicht. Die Fahrt endete im Frühjahr 2024 vorzeitig in Tansania, nachdem sich Schoenmaker nördlich der Stadt Mbeya bei einem Unfall mehrere Frakturen zugezogen hatte, die operativ versorgt werden mussten. Zur Behandlung kehrte sie in die Niederlande zurück.
Schoenmakers Afrika-Umrundung führte sie bis zu ihrem Unfall durch 21 Länder:
- Erster Abschnitt: Marokko, Westsahara, Mauretanien, Senegal, Guinea-Bissau, Guinea, Sierra Leone, Liberia, Elfenbeinküste, Ghana, Togo und Benin.
- Zweiter Abschnitt: Benin, Nigeria, Kamerun, Zentralafrikanische Republik, Republik Kongo, Angola, Sambia, Malawi, Madagaskar und Tansania.

### Season 8: Von der Türkei nach Japan
Im Herbst 2024 startete Schoenmaker eine weitere Tour, die sie in ersten Veröffentlichungen als Weltreise bezeichnete. Reisemotorrad ist eine Yamaha XT 600 Z Ténéré („Frankie“). Die Fahrt begann im Oktober 2024 in Istanbul; als Fernziel benennt Schoenmaker Japan. Im Dezember 2024 reiste sie in den Irak ein. In der Autonomen Region Kurdistan wurde ihr Motorrad bei einem Diebstahlversuch beschädigt. Über Saudi-Arabien erreichte sie im April 2025 den Jemen. Im Mai 2025 unterbrach sie die Fahrt, nachdem sie in Dschidda angekommen war.

## Motorräder

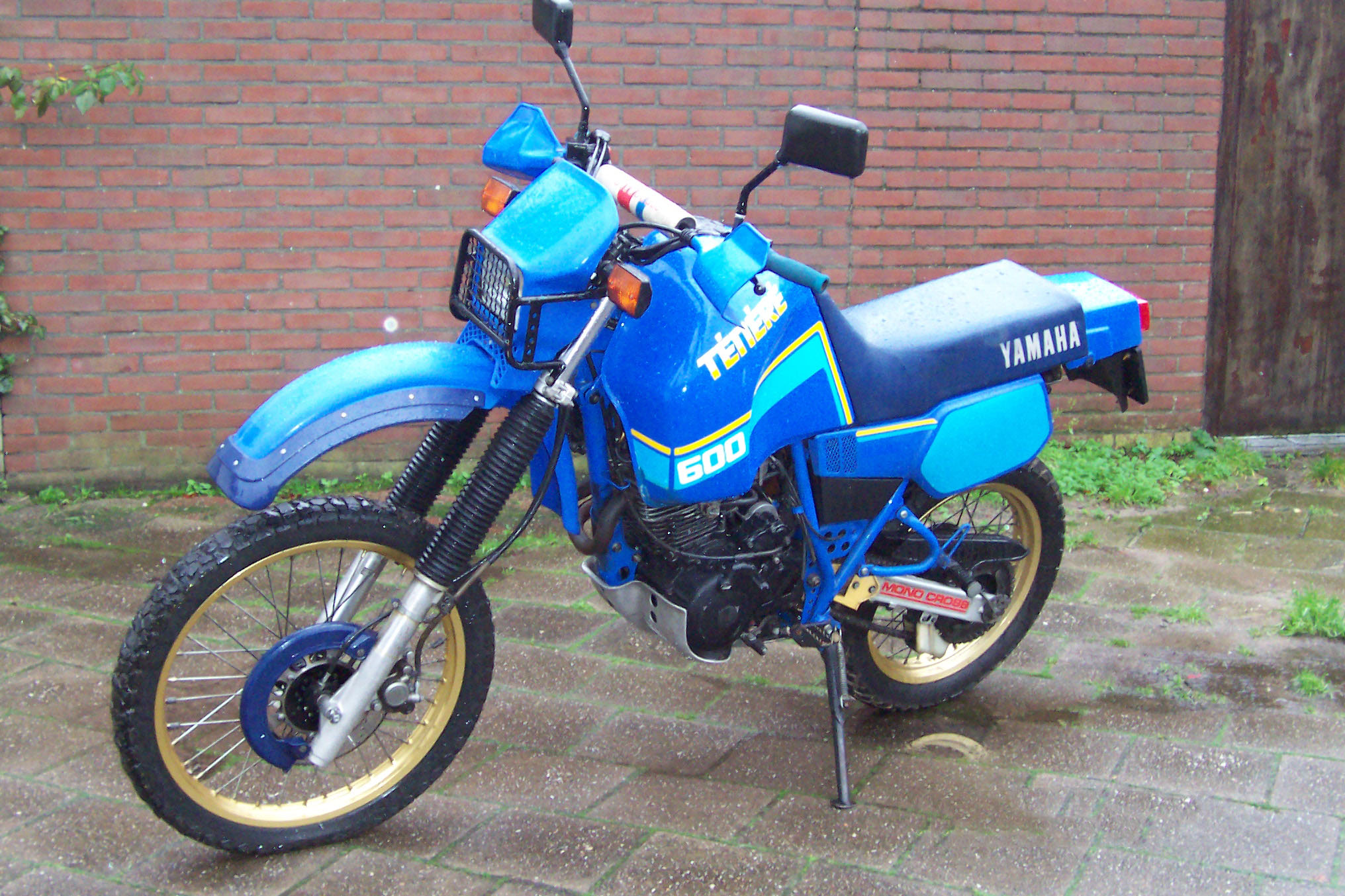
Einsatzfahrzeug ab Oktober 2024: Yamaha XT 600 Z Ténéré

- Zwei Royal Enfield Himalayan BS4: Das erste Motorrad hieß „Basanti“ (Staffel 1), das zweite wurde „Dhanno“ genannt (Staffel 2). Beide Namen bezogen sich auf Figuren aus dem 1975 veröffentlichten indischen Spielfilm Sholay.
- Eine Honda CB 500 X (Staffel 3), die die Bezeichnung „Ronin“ erhielt; sie lehnt sich an die Figur des japanischen Rōnin (herrenloser Samurai) an.
- Eine Honda CRF 250 L („Savannah“) wurde bei der Fahrt durch das südliche Afrika einschließlich der Kalahari-Rallye eingesetzt (Staffel 5). Am Ende der Tour übergab Schoenmaker das Motorrad einem Museum in Johannesburg.
- Eine Honda CRF 300 Rally („Alaska“) kam bei der Fahrt von Ecuador nach Alaska sowie bei der Afrikaumrundung zum Einsatz (Staffel 6 und 7).
- Auf Madagaskar fuhr Schoenmaker eine Honda Africa Twin, die ihr leihweise zur Verfügung gestellt wurde.
- Yamaha XT 600 Z Ténéré aus dem Geburtsjahr Schoenmakers, die sie im Sommer 2024 bei einem Spezialisten in Hessen modifizieren ließ. Das Motorrad fährt sie bei der im Herbst 2024 gestarteten achten Staffel. Die Bezeichnung „Frankie“ ist eine Abkürzung für Frankenstein und spielt auf den großen Umfang der Veränderungen am über 35 Jahre alten Motorrad an.

## Publikationsarbeit
Schoenmaker filmt während der Fahrt mit Action-Camcordern von GoPro. Im Einsatz sind unter anderem eine Helmkamera sowie eine am Lenker montierte, auf sie gerichtete Kamera. Für Panoramaaufnahmen setzt sie eine Kameradrohne ein. Ihre Kommentare nimmt sie während der Fahrt auf.
Während ihrer Touren veröffentlicht Schoenmaker auf ihrem YouTube-Kanal zwei- oder dreimal pro Woche 20 bis 30 Minuten lange Videofilme mit Aufnahmen von den zurückgelegten Etappen. Dabei zeigt sie meist Straßenszenen, die beim Fahren entstanden sind, teilweise auch von lokalen Sehenswürdigkeiten. Bis zum Abschluss der siebten Tour im Frühjahr 2024 entstanden insgesamt etwa 650 einzelne Videos.
Im Sommer 2024 brachte Schoenmaker ihr erstes Buch Keerpunt: alles achterlaten en jezelf opnieuw uitvinden op een motortocht van 36.000 km(deutsch etwa: „Wendepunkt: Alles hinter sich lassen und sich neu erfinden auf einer Motorradtour über 36.000 km“) heraus, das zunächst auf Niederländisch erschien und seit Anfang 2025 auch in englischer Sprache vorliegt.